# Zlatirepec
Zlatirepec je najvišja slovenska stripovska nagrada, ki jo podeljuje Zavod Stripolis od leta 2019 na vsakoletnem stripovskem festivalu Tinta. V izboru so tuja in domača dela. Leta 2021 so domači in prevedeni stripi za otroke dobili svoji kategoriji. Stripolisu sta se kasneje pridružila Javna agencija za knjigo in Društvo slovenskega stripa in sorodnih sekvenčnih umetnosti Packa.

## Podelitve, nagrajenci in nominiranci

### Zlatirepec 2019
V poštev so prišla dela, izdana med 30. septembrom 2018 in 1. oktobrom 2019. Nominirali so jih 17. V finale so prišla 3 izvirna in 5 prevedenih del. Podelitev je bila 12. oktobra 2019. Zmagovalni deli sta dobili po 200 evrov in plaketo. Nagrado je podelil Zavod Stripolis. Člani komisije so bili Tomaž Bobnar, Izar Lunaček, Pia Nikolič, Janez Plešnar in Žiga Valetič.
| Najboljši izvirni strip                                                                                                   | Najboljši prevedeni strip                                                                       |
| --- | ----------------------------------------------------------------------------------------------- |
| Zoran Smiljanić, Blaž Vurnik: Ivan Cankar, podobe iz življenja (Muzej in galerije mesta Ljubljane, Forum Ljubljana, 2018) | Marc Anthoine Mathieu: Otto, uzrti človek (Vigevage knjige, 2018, prevedla Katja Šaponjić)      |
| Tomaž Lavrič: Tolpa mladega Ješue, 3.del, Kralj (Buch, 2019)                                                              | René Goscinny, Albert Uderzo: Asterix na Korziki (Graffit, 2019, prevedel Mitja Roner)          |
| Tomaž Lavrič: Ratman (Buch, 2019)                                                                                         | Hermann Huppen: Jeremiah integral 5 (Studio risar, 2019, prevedel Vojko Volavšek?)              |
| | Zane Whittingham, Ryan Jones: Preživeli iz holokavsta (Morfemplus, 2019, prevedla Brigita Orel) |
| | Jason Lutes: Berlin (Založba ZRC, ZRC SAZU, 2019, prevedel Jakob Rotar)                         |

### Zlatirepec 2020
Podelitev je bila 10. oktobra 2020 v Kinu Šiška. Nagrado je podelil Zavod Stripolis. Člani komisije so bili Vojko Urbančič, Tanja Komadina, Igor Prassel, Tomaž Bobnar in Pia Nikolič.
| Najboljši izvirni strip                                                                          | Najboljši prevedeni strip                                                                                                |
| ------------------------------------------------------------------------------------------------ | --- |
| Ivan in Zoran Smiljanić: Črni plamen: požig narodnega doma v Trstu (ZRC SAZU, Primorski dnevnik) | Nina Bunjevac: Bezimena (VigeVageKnjige, 2020, prevedla Tadeja Spruk)                                                    |
| Tomaž Lavrič: Ekstremni športi 4 (Buch, Zavod Strip art, 2020)                                   | Pénélope Bagieu: Neustrašne – Portreti neuklonljivih žensk (VigeVageKnjige, 2019, prevedla Katja Šaponjić)               |
| Mihael Glavan, Damijan Stepančič: Naš Maister (Miš, 2019)                                        | Peter Kuper: Kafka (Forum Ljubljana, 2020, prevedel Bojan Albahari)                                                      |
| Iztok Sitar, Darko Nikolovski: Partizan (Larso, 2019)                                            | Bessora & Barroux: Alpha: od Abidjana do Gare du Norda (V.B.Z. Ljubljana, 2020, prevedla Mojca Medvedšek)                |
| Andrej Štular: Medved (Forum Ljubljana, 2019)                                                    | Joann Sfar, Lewis Trondheim, Manu Larcenet: Graščina: Zlati časi (Graffit, Zavod Stripolis, 2020, prevedel Izar Lunaček) |

### Zlatirepec 2021
Podelitev je bila 9. oktobra 2021 v Kinu Šiška. Nagrado je podelil Zavod Stripolis. Člani komisije so bili Janez Grm, Zoran Smiljanić, Tomaž Bobnar, Katja Kovše in Pia Nikolič.
| Najboljši izvirni otroški strip                                                                             | Najboljši izvirni strip za odrasle                                                                        | Najboljši prevedeni otroški strip                                                               | Najboljši prevedeni strip za odrasle                                                       |
| --- | --- | ----------------------------------------------------------------------------------------------- | ------------------------------------------------------------------------------------------ |
| Jaka Vukotič, Žiga X. Gombač: Znamenitni: imenitne zgodbe znamenitih osebnosti v stripu (Rokus Klett, 2021) | Gašper Krajnc: Mestne ptice (VigeVageKnjige, 2020)                                                        | Joann Sfar, Lewis Trondheim: Graščina: Poldan (Zavod Stripolis, 2021, prevedla Ana Barič Moder) | Charles Burns: Črna luknja (Forum Ljubljana, 2021, prevedel Bojan Albahari)                |
| Ivan Mitrevski: Volkulja Bela in čarobni gozd: napeta ekokriminalka (samozaložba, 2020)                     | Dora Kaštrun: Žabci (VigeVageKnjige, 2021)                                                                | Tove Jansson: Mumin: 1. knjiga zbranih stripov (Sanje, 2020, prevedla Nada Grošelj)             | Juanjo Guarnido, Alain Ayroles: Prevarantska Indija (Graffit, 2020, prevedla Špela Žakelj) |
| Maja Kastelic: Muren muzikant (Forum Ljubljana, 2020)                                                       | Izar Lunaček: Sveto & smešno: Stripovski esej o hecni plati religije (Založba ZRC, Zavod Stripolis, 2020) | Luke Pearson: Hilda in polnočni velikan (Didakta, 2020, prevedel Boštjan Gorenc)                | Manu Larcenet: Blast: Masa sala (VigeVageKnjige, 2020, prevedla Katja Šaponjić)            |
| Gašper Rus: Štirje godci (Forum Ljubljana, 2020)                                                            | |                                                                                                 |                                                                                            |
| Igor Šinkovec: Lovska sreča (Forum Ljubljana, 2020)                                                         | |                                                                                                 |                                                                                            |

### Zlatirepec 2022
V poštev so prišla dela, izdana med 1. julijem 2021 in 30. junijem 2022. Podelitev je bila 8. oktobra 2022 v Kinu Šiška. Sponzor nagrade je bila Javna agencija za knjigo, podelil jo je Zavod Stripolis. Člani komisije so bili Iztok Sitar, Matej Stupica in Veronika Šoster.
| Najboljši izvirni otroški strip                                                    | Najboljši izvirni strip za odrasle                                        | Najboljši prevedeni otroški strip                                                                    | Najboljši prevedeni strip za odrasle                                                             |
| ---------------------------------------------------------------------------------- | ------------------------------------------------------------------------- | --- | ------------------------------------------------------------------------------------------------ |
| Izar Lunaček: Lahko noč, sine: 7 pravljic v stripu (Zavod Stripolis, 2021)         | Tomaž Lavrič: Slovenski klasiki v stripu 2 (Buch, 2022)                   | Joann Sfar: Vampirček gre v šolo (Mladinska knjiga, 2021, prevedel Izar Lunaček)                     | Manu Larcenet: Blast: Apokalipsa po sv. Jackyju (VigeVageKnjige, 2021, prevedla Katja Šaponjić)  |
| Dora Benčevič, Izar Lunaček: Dekle, ki se ni balo medvedov (Zavod Stripolis, 2021) | Damijan Stepančič, Goran Vojnović: Pod svobodnim soncem (Škrateljc, 2021) | Luke Pearson: Hilda in ptičja parada (Didakta, 2022, prevedel Boštjan Gorenc)                        | Tardi & Vautrin: Krik ljudstva (Forum Ljubljana, Založba ZRC, 2021–2022, prevedla Suzana Koncut) |
| Marjan Manček: Pipi pišče išče (Miš, 2022)                                         | Martin Ramoveš, Janez Ramoveš: Kontrabantarji (Forum Ljubljana, 2021)     | Joann Sfar, Lewis Trondheim: Graščina: Somrak (Graffit, Zavod Stripolis, 2022 prevedel Izar Lunaček) | Peter Kuper: Preobrazba (LUD Literatura, 2021, prevedel Primož Čučnik)                           |

### Zlatirepec 2023
V poštev so prišla dela, izdana med 1. julijem 2022 in 30. junijem 2023. Podelitev je bila 7. oktobra 2023 v Kinu Šiška. Sponzor nagrade je bila Javna agencija za knjigo, podelila sta jo Zavod Stripolis in Društvo slovenskega stripa in sorodnih sekvenčnih umetnosti Packa.
Ocena komisije (Matej Kocjan – Koco, Nik Rus in Nataša Sedminek) je bila, da je bilo izdaj 79, nekoliko manj, kot lani. Še zmeraj so prevladovali prevodi stripov za otroke, najmanj pa je bilo stripov za mlade odrasle in za najmlajše. Po kvaliteti so najbolj izstopali prevodi tujih stripov za odrasle.
| Najboljši domači strip za otroke in mlade | Najboljši domači strip za odrasle                                                        | Najboljši prevod stripa za otroke in mlade                                                                  | Najboljši prevod stripa za odrasle                                                |
| --- | ---------------------------------------------------------------------------------------- | --- | --------------------------------------------------------------------------------- |
| Jože Urbanija, Miha Ha: Urmal, mamutov prijatelj (Občina Kamnik in Knjižnica Franceta Balantiča Kamnik, 2023)                                                  | Jurij Devetak, Boris Pahor: Nekropola: roman v stripu (Mladinska knjiga, 2022)           | Alexis Nesme, Joann Sfar, Lewis Trondheim: Graščina: Vrtec na obisku (Graffit, 2022, prevedel Izar Lunaček) | Mathieu Bablet: Ogljik in Silicij (VigeVageKnjige, 2022, prevedla Saša Jerele)    |
| Ivan Mitrevski: Rdeča raketa in zeleni planet (samozaložba, 2022)                                                                                              | Zoran Smiljanić, Marijan Pušavec: Kajuh, pesnik partizan (Knjižnica Velenje, Buča, 2022) | Raina Telgemeier: Sestrici (Grlica, 2022, prevedel Matej Frece)                                             | Marjane Satrapi: Piščanec s slivami (Buča, 2022, prevedla Jedrt Maležič)          |
| Natalija Štular, Damijan Stepančič: Mala kraljica velikih sten: Mira Marko Debelak-Deržaj (Gornjesavski muzej Jesenice, enota Slovenski planinski muzej, 2022) | Žiga Valetič: Avtocesta: avtobiografska stripanica (Grafični atelje Zenit, 2022)         | Philip Waechter: Toni ali kako do novih nogometnih čevljev (Mladinska knjiga, 2022, prevedla Neža Božič)    | Yoshiharu Tsuge: Človek za nobeno rabo (VigeVageKnjige, 2022, prevedel Iztok Ilc) |